# Кержнер Олександр Хацкельович
Олександр Хацкельович Кержнер (справжнє ім'я — Шмуля; 13 серпня 1912, Тульчин — 9 травня 1981, Київ) — український радянський живописець; член Спілки радянських художників України. Батько живописця Юхима Кержнера.

## Біографія
Народився 13 серпня 1912 року в місті Тульчині (нині Вінницька область, Україна). Протягом 1932—1941 та 1945—1946 років навчався у Київському художньому інституті, був учнем Павла Волокидіна, Сергія Григор'єва. Дипломна робота — картина «Світанок» («Портрет Шолом-Алейхема»; керівник Олексій Шовкуненко).
Мешкав у Києві в будинку на вулиці Круглоуніверситетській, № 4, квартира № 8. Помер у Києві 9 травня 1981 року.

## Творчість
Працюєвав в галузі станкового живопису. У стилі соцреалізму створював натюрморти, пейзажі, портрети, тематичні картини, що відображали радянську дійсність. Серед робіт:
- «Шолом-Алейхем» (1947);
- «Натюрморт» (1947, 1978);
- «Пісня про Батьківщину» (1948—1949, спільно з Григорієм Мінським);
- «У перший клас» (1950);
- «Першокласники» (1954);
- «Натюрморт зі скрипкою» (1957);
- «Вулиця Бахчисарая» (1958);
- «Море» (1959; 1975);
- «Берег моря» (1961);
- «На скляному заводі» (1967);
- «Землянка» (1968);
- «Сніданок. 1918 рік» (1968);
- «Іскра. 1903 рік» (1969);
- «Натюрморт із гладіолусами» (1970);
- «Натюрморт із кавуном» (1970-ті);
- «Берег моря біля Артека» (1970-ті);
- «Сувеніри» (1974; 1979);
- «Пам'ять про солдата» (1975);
- «Автопортрет» (1975);
- «Натюрморт із самоваром» (1977);
- «У майстерні художника» (1978—1979);
- «Натюрморт із самоваром» (1979);
- «Квіти» (1980);
- «Аппасіоната» (1980).

Брав участь у республіканських і всесоюзних мистецьких виставках з 1947 року. Персональна посмертна виставка відбулася у Києві в 1985 році.